# روني باسكال
روني باسكال (بالإنجليزية: Ronnie Pascale)‏ (5 سبتمبر 1976 بنورث سالم في الولايات المتحدة - ) هو لاعب كرة قدم أمريكي في مركز حراسة المرمى. لعب مع ريتشموند كيكرز وأتلانتا سيلفرباكس.

## وصلات خارجية
- روني باسكال على موقع قاعدة بيانات كرة القدم.إي يو (الإنجليزية)